# José Bengoa
Pour les articles homonymes, voir Bengoa.
José Bengoa Cabello (Santiago du Chili, 1945) est un historien et anthropologue chilien, connu principalement pour ses travaux sur les Mapuches. Outre ses fonctions d’enseignant universitaire, il occupa plusieurs postes dans des organisations nationales et internationales (notamment la Commission des droits de l’homme de l’ONU) en rapport avec la protection des minorités ethniques en Amérique latine.

## Biographie
D’abord licencié en philosophie, José Bengoa obtint ensuite un post-graduat en anthropologie et en sciences sociales, pour se vouer enfin à l’étude des questions relatives aux peuples indigènes et aux minorités, à leur histoire et à leur culture.
Il devint membre du Centre d’études socio-économiques (CESO) de la faculté d’économie de l’université du Chili, professeur à l’École d’économie dudit Centre, et secrétaire-enseignant de cette même université, dont il se verra exclu à la suite du coup d’État de septembre 1973. 
Après la restauration de la démocratie, il fonda, puis fut directeur de l’École d’anthropologie (1992) de l’Université Academia de Humanismo Cristiano à Santiago du Chili, université où il enseigna et dont il fut élu recteur de 1996 à 2001, puis de nouveau entre 2011 et 2016.
Il enseigna au titre de professeur invité dans de nombreuses universités à l’étranger, notamment à l’université de l'Indiana (1996), à Cambridge (1998), à l’université Complutense de Madrid (2002), à l’université de Paris III (où il fut titulaire de la chaire Pablo Neruda, 2003), et à l’université de Leyde (chaire Andrés Bello, 2006). 
Il fut membre du Groupe de travail sur les Minorités auprès des Nations unies, durant toute la durée d’existence de ce groupe, et en assuma la présidence. Il fit partie de la Sous-commission de prévention des discriminations et de protection des minorités (connue aussi sous la dénomination de Sous-commission des droits de l’homme) de 1994 à 2014, puis au sein de l’organe successeur de cette sous-commission, le Comité des droits de l’homme. En tant que membre et président de la Sous-commission, il remplit l’office de rapporteur spécial pour différentes matières liées aux droits de l’homme économiques, sociaux et culturels, participa au Groupe de travail sur le Droit à l’alimentation, et prit part à la rédaction de la Déclaration internationale sur les Droits des paysans et d’autres groupes ruraux. 
Dans son pays, il présida la Fondation nationale pour l’élimination de la pauvreté (en espagnol Fundación Superación de la Pobreza), à laquelle il appartint dès sa création. Il fut directeur de la Commission spéciale des peuples indigènes, organisme subordonné au président d’alors, Patricio Aylwin, et chargé d’élaborer une nouvelle Loi indigène, laquelle fut adoptée en 1993. Le président Ricardo Lagos le sollicita en 2000 de faire partie de la Comisión Verdad Histórica y Nuevo Trato con los Pueblos Indígenas (littér. Commission Vérité historique et Nouveau Pacte avec les peuples indigènes), qui reçut mission d’engager le dialogue et d’améliorer la relation des peuples autochtones avec le reste du Chili.
En 1992, José Bengoa eut une part active dans la constitution du Fonds indigène pour l’Amérique latine et la Caraïbe, et sera ensuite invité à de nombreuses reprises aux réunions de cette organisation. En sa qualité de recteur, il apporta son appui à la formation diplômante en Droits indigènes que le Fonds dispensait au Chili en association avec l’université qu’il dirigeait. Lors de la réunion de Bruxelles de 2009 entre le Fonds indigène et la Communauté européenne, c'est à Bengoa qu’il fut fait appel pour prononcer la conférence inaugurale.
Il fut par ailleurs nommé membre du Conseil national des sciences sociales de la Commission nationale de la recherche scientifique et technologique. Il est actuellement professeur à l’École rurale supérieure de Curaco de Vélez, dans le sud du Chili.
José bengoa est l’auteur d’un grand nombre d’ouvrages et d’articles, en particulier sur la question mapuche.

## Ouvrages
- La cuestión del trigo y la región cerealera en Chile, 1981
- Historia del pueblo mapuche, Ediciones Sur, 1985 (rééditions nombreuses)
- Historia social de la agricultura chilena, Ediciones Sur, 1991
- Conquista y barbarie, 1992
- La comunidad perdida, Ediciones Sur, 1997
- Economía mapuche: Pobreza y subsistencia en la sociedad mapuche contemporánea, en collaboration avec Eduardo Valenzuela, 1984
- La emergencia indígena en América Latina, Fondo de Cultura Económica, 2000 (édition augmentée et mise à jour en 2015)
- Historia de un conflicto. El Estado y los mapuches durante el siglo XX, Planeta, 2e éd., 2002
- La comunidad reclamada, Editorial Catalonia, Santiago, 2005
- Historia de los antiguos mapuches del sur, Catalonia, Santiago, 2007
- El Tratado de Quilín, Catalonia, Santiago, 2007
- La comunidad fragmentada, Catalonia, Santiago, 2009
- Mapuche. Procesos, política y culturas en el Chile del Bicentenario, Catalonia, Santiago, 2012
- Mapuche, colonos y el Estado nacional, édition corrigée et augmentée de Historia de un conflicto, Catalonia, Santiago, 2015
- Historia rural de Chile central, deux tomes, LOM, Santiago, 2015
- Reforma agraria y revuelta campesina, LOM, Santiago, 2016

## Prix et distinctions
- Bourse Guggenheim, 2002
- Finaliste du prix Altazor de l’essai 2004, avec Historia de los antiguos mapuches del sur
- Prix de littérature de la municipalité de Santiago, 2004, dans la catégorie Essai, pour Historia de los antiguos mapuches del sur
- Prix de littérature de la municipalité de Santiago, 2007, dans la catégorie Essai, pour La comunidad reclamada
- Finaliste du prix Altazor de l’essai 2008, avec El Tratado de Quilín
- Finaliste du prix Altazor de l’essai 2010, avec La comunidad fragmentada
- Lauréat du prix Altazor de l’essai 2013 pour Mapuche. Procesos, política y culturas en el Chile del Bicentenario